# Vesterbro
Vesterbro est un quartier de Copenhague situé à l'ouest du centre-ville historique de la capitale du Danemark.

## Géographie
Vesterbro est un des 10 quartiers de Copenhague. Sa superficie est de 3,76 km2, et sa population s'élève à 51 466 habitants avec une densité de 13 688 habitants au km2.
Le quartier de Vesterbro est entouré par les quartiers de Indre By (centre-ville) au nord-est, de Frederiksberg au nord, de Valby à l'ouest et de Kongens Enghave au sud.

## Histoire
Le nom du quartier vient de la chaussée pavée de Vesterbrogade qui partait de Copenhague. De part et d'autre de cette voie carrossable, s'étendait une vaste plaine et quelques hameaux comptant environ un millier d'habitants à la fin du XVIIIe siècle. Ce territoire a longtemps été une zone non constructible en raison de sa configuration stratégique permettant à la capitale danoise d'établir une ligne de front défensive, dénommée zone de démarcation (Demarkationslinien), utile en cas d'attaques éventuelles par un ennemi quelconque.
Depuis le XIXe siècle, le nom de Vesterbro ne désigne plus seulement cette route, mais les terres situées de part et d'autre de cet axe routier. La route porte depuis le nom de Vesterbrogade (rue de Vesterbro). Le quartier est devenu une zone industrielle, avec notamment la brasserie Carlsberg. De nos jours, le quartier est devenu un lieu branché dans lequel vivent de nombreux artistes.
Depuis la réforme régionale de 2006-2007, le quartier de Vesterbro est associé au quartier de Kongens Enghave sous le nom officiel de district de Vesterbro/Kongens Enghave.